# Käringträsket (Fredrika socken, Lappland)
Käringträsket är en sjö i Åsele kommun i Lappland och ingår i Gideälvens huvudavrinningsområde. Sjön har en area på 0,972 kvadratkilometer och ligger 288,1 meter över havet. Sjön avvattnas av vattendraget Käringbäcken.

## Delavrinningsområde
Käringträsket ingår i det delavrinningsområde (711683-160616) som SMHI kallar för Utloppet av Käringträsket. Medelhöjden är 326 meter över havet och ytan är 36,72 kvadratkilometer. Det finns inga avrinningsområden uppströms utan avrinningsområdet är högsta punkten. Käringbäcken som avvattnar avrinningsområdet har biflödesordning 2, vilket innebär att vattnet flödar genom totalt 2 vattendrag innan det når havet efter 144 kilometer. Avrinningsområdet består mestadels av skog (65 procent) och sankmarker (14 procent). Avrinningsområdet har 3,67 kvadratkilometer vattenytor vilket ger det en sjöprocent på 10 procent.